# Вилямовице
Вилямовице (пол. Wilamowice, нем. Wilmesau, вилям. Wymysoü) — малый город в Бельском повяте Силезского воеводства Польши, административный центр городско-сельской гмины Вилямовице.
Статус города имеет с 1818 года.
В 1975—1998 годах город входил в состав Бельского воеводствa.
До конца Второй мировой войны город представлял собой немецкий языковой остров. В городе повсеместно был распространён вилямовский язык, который использовала немецкая этнографическая группа. После Второй мировой войны властями предпринимались попытки подавления вилямовицкой культуры. В настоящее время язык является родным для приблизительно 70 человек, в основном пожилых.